# Вікіпедія мовою ньянджа
Вікіпедія мовою ньянджа — розділ Вікіпедії [[{ньянджа|мовою ньянджа]]. Створена у 2004 році. Вікіпедія мовою ньянджа станом на 26 березня 2025 року містить 1066 статей, 11 563 зареєстрованих користувачів, 18 активних дописувачів, 2 адміністраторів
. Загальна кількість сторінок у Вікіпедії мовою ньянджа — 5089, редагувань — 43 548, мультимедійні файли відсутні
. Глибина (рівень розвитку мовного розділу) Вікіпедії мовою ньянджа велика і становить 121.9 пунктів
. 

## Історія
- Березень 2016 — створена 200-та стаття[3].

## Статистика
Відвідуваність головної сторінки Вікіпедії мовою ньянджа за останні три місяці: